# Герта Мюллер
Герта Мюллер (нім. Herta Müller; нар. 17 серпня 1953, Ніцкідорф, Банат, Румунія) — румунська та німецька письменниця і фотографка. Лауреатка Нобелівської премії з літератури 2009 року з формулюванням «тій, хто своєю зосередженістю в поезії і щирістю в прозі, малює пейзаж знедолених». Авторка близько 20 романів і повістей. Лауреатка понад 20 престижних літературних нагород. Книжки письменниці перекладені десятками мов світу.

## Біографія
Герта Мюллер народилася 17 серпня 1953 року в сім'ї швабського фермера в німецькомовному містечку Ніцкідорф, у румунській частині історичної області Банат. Батько під час Другої світової війни служив у «Ваффен-СС». У 1945 році багато румунських німців були депортовані до СРСР, серед них і її мати. П'ять років сім'я провела в трудовому таборі на території України, про що письменниця розповіла у романі Atemschaukel («Ритм дихання», 2009).
У 1973–1976 роках Герта Мюллер, повернувшись до Румунії, вивчала німецьку і румунську літературу в університеті Тімішоари. Саме тоді вона вступила до організації «Aktionsgruppe Banat», що об'єднувала молодих німецькомовних авторів, які перебували в опозиції до режиму Ніколае Чаушеску. З 1977 по 1979 рік Мюллер працювала перекладачкою на машинобудівному заводі, звідки була звільнена через те, що відмовилася співпрацювати зі спецслужбами. Працювала в дитячому садку, давала приватні уроки німецької.
В літературі дебютувала в 1982 році. Її перша збірка оповідань Niederungen («Низовини») німецькою мовою була знівечена румунською цензурою. Два роки потому повний текст книжки опублікували у ФРН. ЇЇ вшанували низкою премій. Того ж року в Румунії виходить Drückender Tango («Обтяжливе танго»). В обох роботах Мюллер оповідає про життя в маленькому німецькомовному містечку, про корупцію, нетерпимість і репресії. У 1987 році Герта Мюллер разом із чоловіком і колегою-письменником Ріхардом Вагнером вимушена емігрувати до Німеччини.
Німецька критика схвально відгукнулася про її старі та нові праці: Der Fuchs war damals schon der Jäger («Лисиця була вже тоді мисливцем», 1992), Herztier («Серце звіра», 1994; The Land of Green Plums, 1996) і Heute wär ich mir lieber nicht begegnet («Сьогодні я не бажаю зустрічі з собою», 1997; The Appointment, 2001), що розповідали про суспільство, що стагнує за панування диктатури. Дія більшості романів Мюллер відбувається в румунській провінції епохи Чаушеску. Головна тема її робіт — індивідуальна і колективна пам'ять, витіснення з пам'яті, амнезія. Герта Мюллер, поетка, авторка прозових творів та есеїв, швидко здобула популярність, активно виступала з лекціями. Займає активну громадську позицію.
У 1997 році залишила німецький ПЕН-клуб на знак протесту проти об'єднання цієї організації з відділенням ПЕН-клубу колишньої НДР.
З 1995 року мешканка Берліна є членкинею Німецької академії мовознавства і літературознавства, викладає літературу у Вільному університеті. У різні роки вона відзначалася преміями імені Генріха Кляйста, імені Франца Кафки (1999) й імені Йозефа Бройтбаха. Одну з найпрестижніших світових літературних премій, Дублінську (IMPAC), Мюллер отримала в 1998 році за роман Herztier (приблизний переклад: «Серце звіра»; англомовний переклад: «Країна зелених слив»).
У 2009 році Герта Мюллер отримала європейську премію по захисту прав людини, а згодом і Нобелівську. 
Мюллер планувала написати роман у співавторстві з близьким другом та земляком, поетом Оскаром Пастиором. У 2001 році вона почала записувати його спогади про життя в трудовому таборі на Донбасі, де він прожив 5 років. У 1945 році, коли Йосип Сталін розпорядився вивезти румунських німців до СРСР як дешеву робочу силу, депортації підлягали жінки і чоловіки віком від 17 до 45 років, до депортованих потрапив і 18-річний Пастиор.

## Творчість
Герта Мюллер — авторка багатьох віршів, прозових творів, есеїв. У Німеччині вона відома як фотографка та мисткиня, в її домі у Берліні час від часу відбуваються творчі вечори та мистецькі презентації.

## Позиція щодо України
Герта Мюллер неодноразово наголошувала, що історія її родини має стосунок до України.
За часів Євромайдану Мюллер активно підтримувала прагнення українського народу повернутися до сім'ї європейських країн. Під час Російської окупації письменниця пікетувала російську амбасаду в Берліні.
За подій російсько-української війни нобеліатка у своїх інтерв'ю італійським ЗМІ радикально засудила Росію та Путіна, підтримуючи український народ як європейський та демократичний. Вона сказала:
«Те, що відбувається в Україні, — жахливо. Вже перший крок — анексія Криму — був неприйнятний. Але дестабілізація найбагатшого регіону України триває… Путін веде антифашистську пропаганду, але його цінності характерні для крайньо правих. Він усюди бачить ворогів, тому що кожен диктатор потребує ворогів, щоб мати можливість виправдовувати порушення прав людини. Путін — фахівець з дестабілізації: у нього є підготовлені співробітники, він виховує сепаратистів. По суті, він не хоче привласнювати Україну — він всього лише хоче дестабілізувати її настільки, щоб вона не могла вступити в ЄС. Це бридко…».
В одному з вересневих інтерв'ю 2014 року Мюллер наголосила, що дії росіян щодо України — жахливі: вчинки Росії набагато гірші, ніж те, з чим стикався світ у різні періоди диктатури, і це є загрозою для всієї Європи. Вона підкреслила: Путін просто не може змиритись із тим, що Радянського Союзу більше немає, і що на місці українців вона вчинила би те саме, що відбулося на Майдані на початку 2014 року. Також вона висловила ненависть до президента Російської Федерації.
У травні 2018 року разом з іншими відомими особами Герта Мюллер підписалася під листом на ім'я канцлерки ФРН Ангели Меркель і міністра закордонних справ Гайко Мааса із закликом проявити участь у долі незаконно засудженого в РФ українського режисера Олега Сенцова.

## Твори
Романи:

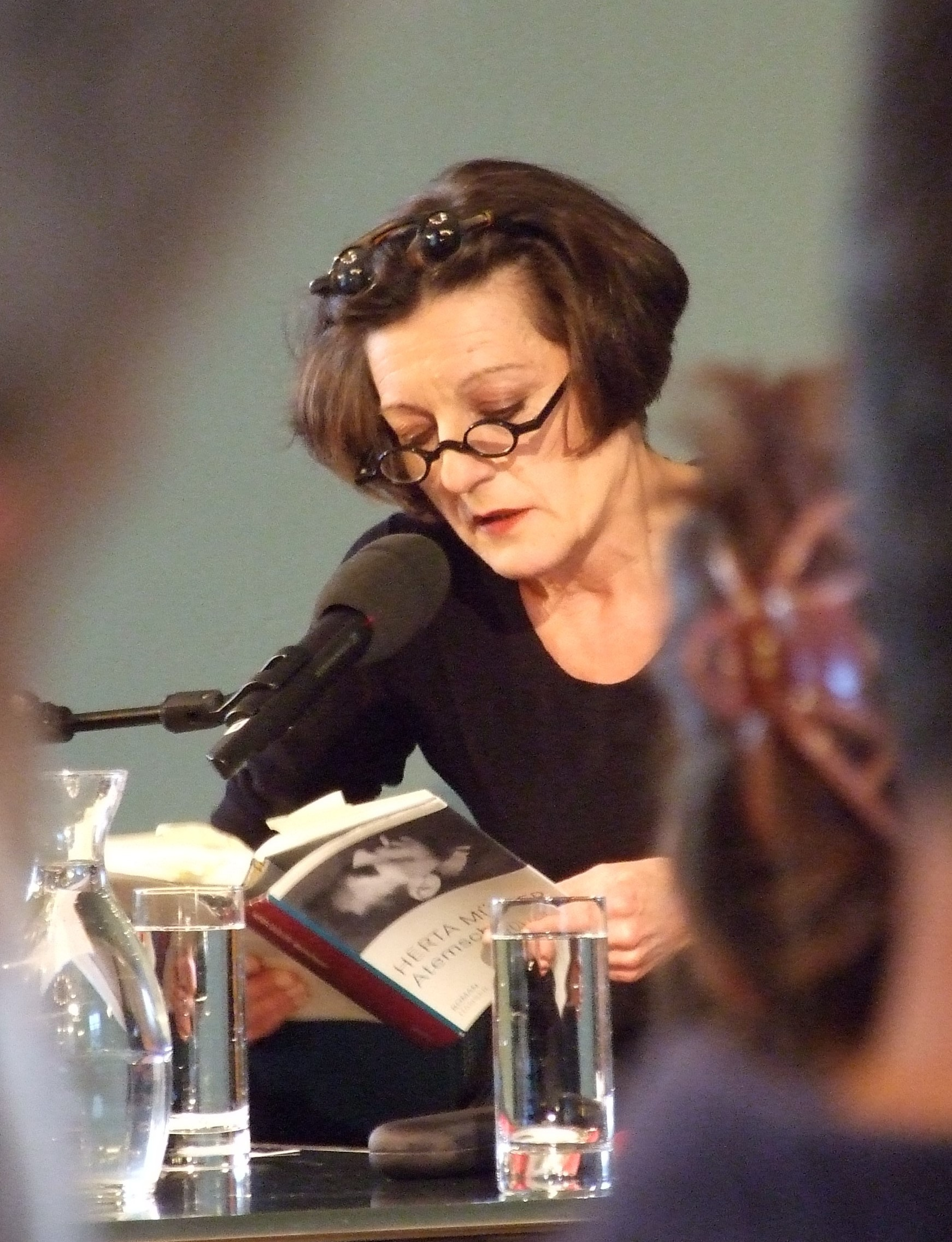
У Франкфурті (2009)

- Der Mensch ist ein großer Fasan auf der Welt (Берлін, 1987), в англ. пер. The Passport (1989)
- Reisende auf einem Bein (1989)
- Der Fuchs war damals schon der Jäger (Лисиця вже тоді була мисливцем) (1992)
- Herztier (Серце-Звір) (1994)
- Heute wär ich mir lieber nicht begegnet (Краще б я себе сьогодні не зустріла) (1997)
- Atemschaukel (Гойдалка дихання) (у співавторстві з Оскаром Пастіором, 2009)[2]

Поезія:
- Im Haarknoten wohnt eine Dame (Жінка мешкає у вузлику волосся) (2000)

Збірки:
- Niederungen (Низовина) (Бухарест, 1982)
- Drückender Tango (Обтяжливе танго) (Бухарест, 1984)
- Barfüßiger Februar (Босоногий лютий) (1987)
- Wie Wahrnehmung sich erfindet (1990)
- Der Teufel sitzt im Spiegel (Диявол оселився в дзеркалі) (1991)
- Eine warme Kartoffel ist ein warmes Bett (1992)
- Der Wächter nimmt seinen Kamm (1993)
- Angekommen wie nicht da (1994)
- Hunger und Seide (Голод і шовк) (1995)
- In der Falle (1996)
- Der fremde Blick oder das Leben ist ein Furz in der Laterne (1999)
- Heimat ist das, was gesprochen wird (2001)
- Der König verneigt sich und tötet (Король вклоняється і вбиває) (2003)
- Die blassen Herren mit den Mokkatassen (2005)

## Українські переклади
- Герта Мюллер «Гойдалка дихання». Пер. Наталки Сняданко. – Харків: Фоліо, 2011.